# Андреев, Игорь Сергеевич
Игорь Сергеевич Андреев  (15 февраля 1972, Ленинград — 12 сентября 2020, Санкт-Петербург) — советский и российский боксёр, выступавший в тяжёлой весовой категории. Мастер спорта СССР международного класса, победитель первенства СССР, Европы, мира среди юниоров в тяжёлом весе (до 91 кг), чемпион России, участник матчевых встреч СССР и США, победитель и призёр международных турниров класса «А». По окончании любительской карьеры выступал на профессиональном ринге.
Занимался тренерской работой. Руководил спортивной частью Центрального зала Спортивной Федерации Бокса, а также возглавлял департамент профессионального бокса СФБСП. Работал тренером-преподавателем в СДЮШОР ЦСКА/Санкт-Петербург по боксу. Долгое время тренировал сборные команды Санкт-Петербурга.
Являлся преподавателем кафедры теории и методики бокса в НГУ им. П.Ф. Лесгафта.
В апреле 2010 года избран председателем Санкт-Петербургского регионального отделения Федерации профессионального бокса России, делегирован в состав Совета Балтийского Боксёрского Союза (BBU).
Имя Игоря Андреева носит Центральный зал Спортивной Федерации Бокса Санкт-Петербурга.
Причина смерти: остановка сердца.